# M1 경전차
M1 경전차 (혹은 M1 전투 차량)는 미합중국의 경전차이다.
M1 경전차는 1930년대 후반 M2 경전차와 동시에 개발되었다. 또한, 스페인 내전 이후 대부분의 국가들의 군은 기관총으로 무장한 차량뿐만 아니라 전차포로 무장한 전차가 필요하다는 것을 깨달았다. 이후 M1은 쓸모없게 되었다.

## 역사
1920년대의 국방법은 전차를 보병의 책임으로 규정하고, 참모총장은 전차의 목적을 보병 부대의 지원으로 정의했다. 이때 경전차는 무게가 5t 또는 트럭으로 운반할 수 있도록 더 가벼우며, 교량 중량 제한을 충족하기 위해 15t 이하의 중형전차가 개발되었다. 이후 개발에 대한 지출이 매우 엄격해지면서 미합중국의 전차 개발은 1년에 단 몇 대의 테스트 차량으로 제한되었다. 이후 기병이 보병을 지원하기보다는 공격 역할을 위해 전차를 보유해야 한다고 믿었던 더글라스 맥아더 (미 육군 참모총장) 장군에 의해 추진되었다.
1930년대 중반, Rock Island Arsenal은 영국의 비커스 6 톤 경전차에서 영감을 받아 실험적인 T2 경전차 3대를 제작했다. 동시에 기병을 위한 T2 경전차와 유사한 경전차인 T5 전투차량을 제작했다. 둘 사이의 유일한 주요 차이점은 T5는 수직 볼류트 서스펜션을 사용하는 반면, T2에는 비커스 경전차와 같이 판 스프링이 다는 것이였다. 이후 T5 전투차량은 더 개발되었고, T5E2는 "M1 전투 차량"으로 생산이 승인되었다.
이휴 M1은 1937년에 사용되기 시작했으며, 아이들러 궤도가 지면에 놓이도록 서스펜션을 변경하여 지면과 접촉하는 궤도의 길이를 늘리고 승차감을 개선했다. 이후엔 다른 엔진과 함께 개선된 포탑과 함께 M2 전투차가 탄생했다. 1940년, 미 육군의 모든 전차를 관리하는 기갑부대가 창설되면서 보병과 기병, 전차의 구분이 사라졌다. "전투차"라는 이름은 불필요했고, 기병 부대의 전차, M1 전투 차량을 "경전차 M1A1"로, M2 전투 차량을 "경전차 M1A2"로 재지명했다.

## 실전
M1 경전차는 제2차 세계 대전 초기에 모든 종류의 장갑차가 필요했던 1941년 ~ 1942년, 필리핀 전역에서 M1 경전차는 필리핀에 의해 배치되었다. 이후 배치된 모든 M1 경전차들은 일본군에게 노획되었다.
이후 M1 경전차 및 M2 전투 차량은 제2차 세계 대전 중 미군의 전투에 사용되지 않았고, 일부는 전차병 교육 목적으로 사용되었다.

## 개량형
- M1 –  M1 경전차의 원형. 89대가 제작되었다.[1]
- M1E2 – M1A1의 프로토타입.
- M1A1 – D자형이 아닌 새로운 팔각형의 포탑. 궤도의 대차 사이의 거리가 증가했다.
- M1A1E1 – M2 전투 차량의 프로토타입. M1A1E1의 엔진은 Guiberson T-1020 디젤엔진으로 교체되었다.
- M2 – New Guiberson의 디젤엔진이 후행으로 장착되어있었다. 34대가 제작되었다.[5]

## 같이 보기
- en:SCR-189
- en:List of U.S. military vehicles by supply catalog designation
- en:List of U.S. military vehicles by model number
- M2 경전차
- en:T7 Combat Car